# Inno del Primo Maggio
L'Inno del Primo Maggio, chiamato anche Vieni o maggio o Canzone del maggio, è un canto anarchico e socialista, scritto da Pietro Gori sulla melodia del Va, pensiero, il coro del Nabucco di Giuseppe Verdi.

## Storia
Gori la scrisse nel 1892, nel carcere milanese di San Vittore, dove era stato rinchiuso preventivamente: il testo fu scritto in prossimità del mese di maggio, per celebrare i Fasci siciliani (cui probabilmente si fa riferimento nel testo del canto). Lo definì "bozzetto drammatico in un atto" col titolo di "Primo Maggio"; avrebbe riscosso subito successo, specialmente fra gli immigrati italiani negli Stati Uniti dove Gori andò più tardi. A Paterson, il luogo più frequentato dagli anarchici americani (anche Gaetano Bresci visse lì) Gori rappresentò il bozzetto anche come attore, e così fece in molte altre città, tra cui Chicago, dove il primo maggio si ricordavano appunto i cinque anarchici impiccati, in seguito alla rivolta seguita allo sciopero organizzato per ottenere la giornata lavorativa di otto ore. Alla fine del Prologo del Primo Maggio, il coro cantava l'Inno del Primo Maggio, che sarebbe divenuto il canto privilegiato della ricorrenza. L'Inno è cantato spesso a manifestazioni anarchiche, come il Primo Maggio di Carrara, anche con variazioni popolari della melodia. I versi finali furono incisi, con altre epigrafi, sul cippo commemorativo di Felice Cascione (partigiano comunista autore di Fischia il vento) ad Alto, in località Fontane: date fiori al ribelle caduto / con lo sguardo rivolto all'aurora / al vegliardo che lotta e lavora / al veggente poeta che muor. L'ultimo verso è un riferimento probabile a Goffredo Mameli, il patriota e poeta autore dell'inno nazionale italiano, qui celebrato da Gori come un combattente per la libertà (cadde per difendere la Repubblica Romana del 1849).

## Testo
Vieni o Maggio t'aspettan le genti
ti salutano i liberi cuori
dolce Pasqua dei lavoratori
vieni e splendi alla gloria del sol
Squilli un inno di alate speranze
al gran verde che il frutto matura
a la vasta ideal fioritura
in cui freme il lucente avvenir
Disertate o falangi di schiavi
dai cantieri da l'arse officine
via dai campi su da le marine
tregua tregua all'eterno sudor!
Innalziamo le mani incallite
e sian fascio di forze fecondo
noi vogliamo redimere il mondo
dai tiranni de l'ozio e de l'or
Giovinezze dolori ideali
primavere dal fascino arcano
verde maggio del genere umano
date ai petti il coraggio e la fè
Date fiori ai ribelli caduti
collo sguardo rivolto all'aurora
al gagliardo che lotta e lavora
al veggente poeta che muor!